# Schatzfunde von Szilágysomlyó

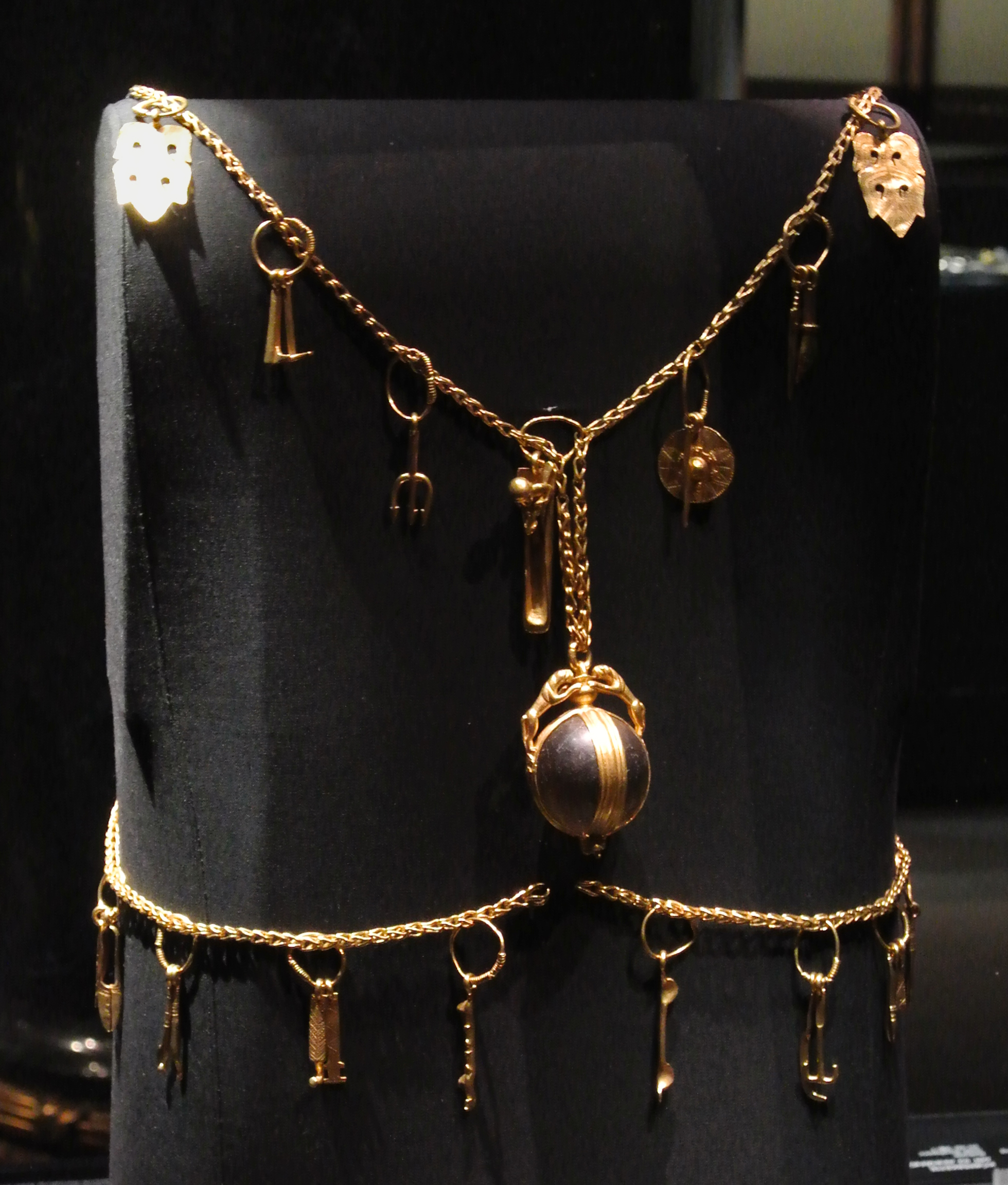
Körperkette mit 52 Anhängern aus dem ersten Schatzfund

Die Schatzfunde von Szilágysomlyó wurden in den Jahren 1797 und 1889 im damals ungarischen, heute rumänischen Ort Șimleu Silvaniei, auf demselben Grundstück gemacht. Sie sind als Bestandteil eines Ensembles zu werten.

## Der Fund von 1797

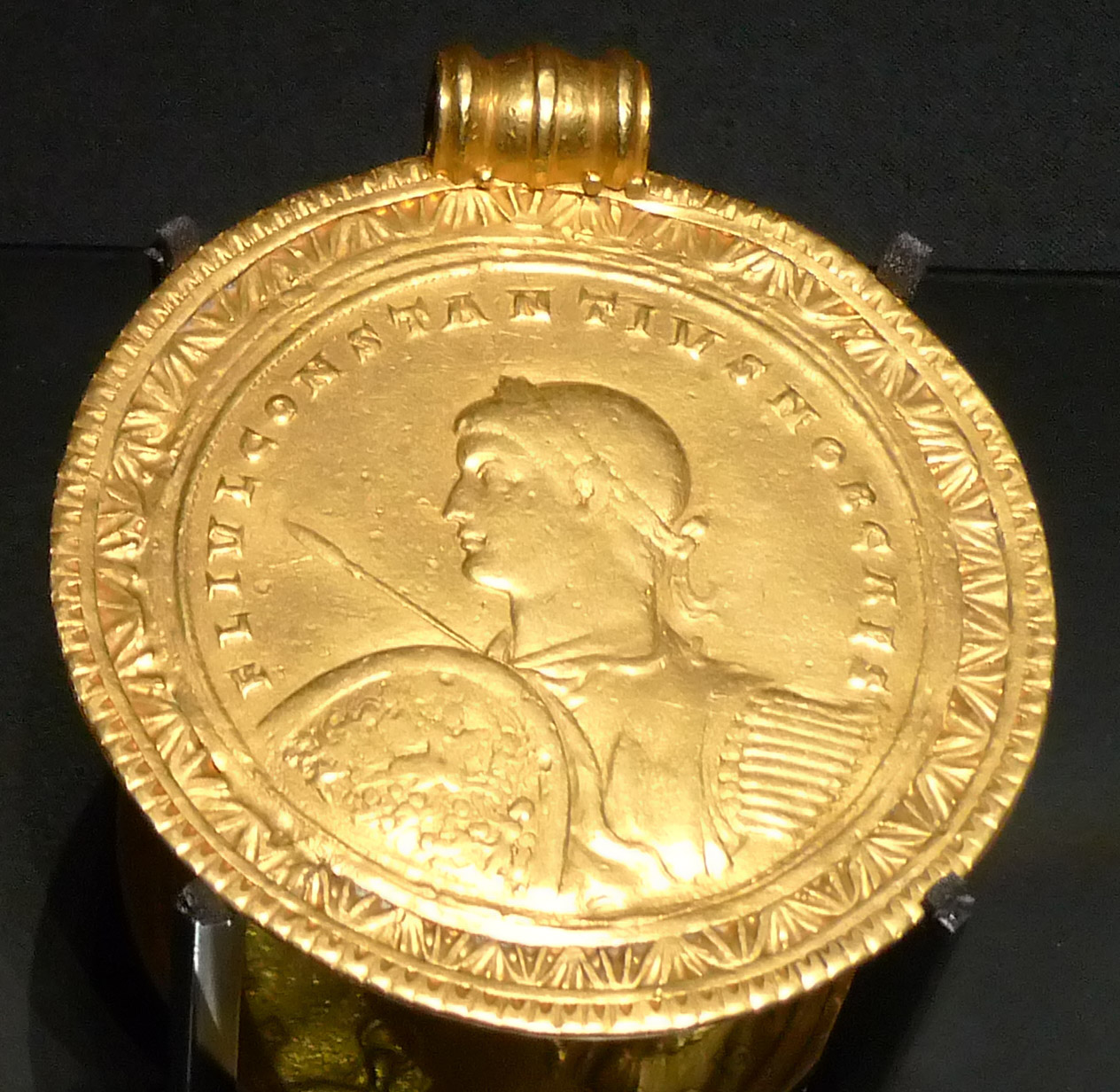
Medallion (Solidus) von Szilágysomlyó mit der Abbildung Konstantin des Großen, datiert auf 330 n. Chr. (KHM Wien 32.480)

Zu dem von Hirten im Jahr 1797 entdeckten ersten Schatzfund gehören:
- 24 Goldblechringe,
- 17 Medaillons, teilweise geöst und gefasst (drei sind verschollen),
- eine Goldkette mit 52 amulettförmigen Anhängern,
- ein scheibenförmiger Anhänger,
- ein Fingerring,
- ein Armbandfragment,
- ein Zierglied mit einer Menschendarstellung.

## Der Fund von 1889
Zu dem von Tagelöhnern 1889 entdeckten zweiten Schatzfund gehören:
- 10 mit Gold und Steinen belegte Fibelpaare,
- drei Goldschalen,
- eine Onyxfibel,
- ein Eid- oder Schwurring.

Die 73 erhaltenen Gold- und Silberobjekte haben ein Gesamtgewicht von etwa acht Kilogramm.

## Bedeutung
Die Funde von Szilágysomlyó belegen die Kombination germanischer und römischer Dinge und spiegeln die Beziehungen im Karpatenbecken im 4. und 5. Jahrhundert n. Chr. wider. Sie sind hochrangige archäologische Quellen für die Erforschung der Völkerwanderungszeit. Abnutzungsspuren zeigen, dass die Utensilien bis zum Zeitpunkt der Deponierung getragen wurden. Hinsichtlich Qualität und Masse handelt es sich um den Hort einer ostgermanischen, vielleicht gepidischen Dynastie.
Bei den älteren Gegenständen, den römischen Prägungen (von 290 bis 378 n. Chr.) und der Kaiser- oder Onyxfibel, dominieren römische Elemente. Die Medaillons wurden jedoch von germanischen Goldschmieden gefasst oder imitiert. Die Prunkfibeln, für die germanische Elemente charakteristisch sind, stammen vorwiegend aus Werkstätten, die für die Deckung des Bedarfs der provinzialrömischen Oberschicht produzierten. Unter den Fundstücken finden sich Spitzenerzeugnisse des spätantiken Kunsthandwerks. Die Onyxfibel und das größte erhaltene Goldmedaillon des Altertums sind einzigartig.